# L'Apogée Courchevel
Pour les articles homonymes, voir Apogée (homonymie).
L'Apogée Courchevel est un palace 5 étoiles de Courchevel. Il est la propriété de Xavier Niel et géré par Oetker Collection.

## Historique
L'Apogée Courchevel est un projet à 100 millions d'euros financés à moitié par des fonds privés et l'autre moitié par Xavier Niel. 
Sa construction débute en 2012. Il ouvre le 11 décembre 2013 à Courchevel 1850 au sommet de la station, dans le quartier du Jardin Alpin, proche de l'hôtel Cheval Blanc Courchevel de Bernard Arnault, ouvert quelques années auparavant. 
Il se trouve sur l'emplacement de l'ancien tremplin olympique. D’une superficie totale de 9 000 m2 , l’établissement est exploité par le groupe allemand Oetker Collection, il dispose de 53 chambres et suites, d'un penthouse (300 m2 avec jacuzzi) ainsi que de deux chalets privés de 500 m2 chacun avec spa, jacuzzi, cinéma.
L'hôtel a été décoré par India Mahdavi et Joseph Dirand.
Lors de la construction de l'hôtel, est prévu pour chef du restaurant Yannick Franques qui officie l'été au Château Saint-Martin & Spa à Vence et l'hiver dans cet établissement ; le restaurant n'est pas étoilé à l'ouverture. Puis Jean-Luc Lefrançois prend en charge le restaurant à Vence comme à Courchevel dès l'année suivante. En décembre 2015, un second restaurant est créé, le Koori ; ce dernier propose une cuisine japonaise.
En octobre 2019, l'établissement est distingué palace par Atout France.